# Colin Fleming (kierowca wyścigowy)
Colin Fleming (ur. 21 kwietnia 1984 w San Diego) – amerykański kierowca wyścigowy.

## Kariera

### Formuła Dodge
Fleming rozpoczął karierę w wyścigach samochodowych w 2002 roku, od startów w Narodowych Mistrzostwach Formuły Dodge. Z dorobkiem 98 punktów uplasował się na 6. miejscu. Rok później w Barber Dodge Pro Series stawał trzykrotnie na podium. Uzbierane 83 punkty dały mu piątą lokatę w klasyfikacji generalnej.

### Formuła Renault 2.0
W 2004 roku Colin wystartował w Azjatyckiej Formule Renault, Europejskim Pucharze Formuły Renault 2000 oraz w Niemieckiej Formule Renault. Najlepiej spisał się w edycji niemieckiej, gdzie trzykrotnie zwyciężał i ośmiokrotnie stawał na podium. 284 punkty pozwoliły mu zdobyć tytuł wicemistrza serii. W europejskim pucharze niczego nie wygrał, ale na podium stawał siedem razy. Tu musiał się zadowolić najniższym stopniem podium w klasyfikacji.

### Formuła Renault 3.5
Na sezon 2005 Amerykanin podpisał kontrakt ze szwajcarską ekipą Jenzer Motorsport na starty w Formule Renault 3.5. W pierwszym sezonie startów uzbierał łącznie 34 punktów. Dało mu to 13. miejsce w klasyfikacji generalnej. Rok później jego dorobek punktowy był nieco mniejszy - 19 punktów pozwoliło mu zająć 18 lokatę.

## Statystyki
| Sezon | Seria                                  | Zespół                     | Wyścigi | Zwycięstwa | PP | NO | Podium | Punkty | Pozycja |
| ----- | -------------------------------------- | -------------------------- | ------- | ---------- | -- | -- | ------ | ------ | ------- |
| 2002  | Narodowe Mistrzostwa Formuły Dodge     |                            | 13      | 0          | 0  | 1  | 2      | 98     | 6       |
| 2003  | Barber Dodge Pro Series                |                            | 10      | 0          | 0  |    | 3      | 83     | 5       |
| 2004  | Europejski Puchar Formuły Renault 2000 | Jenzer Motorsport          | 17      | 0          | 2  | 1  | 7      | 230    | 3       |
| 2004  | Niemiecka Formuła Renault              | Jenzer Motorsport          | 14      | 3          | 2  | 3  | 8      | 284    | 2       |
| 2004  | Azjatycka Formuła Renault              | Shangsai FRD GT Tires Team | 2       | 0          | 0  |    | 1      | 0      | NS†     |
| 2005  | Formuła Renault 3.5                    | Jenzer Motorsport          | 13      | 0          | 0  | 0  | 1      | 34     | 13      |
| 2006  | Formuła Renault 3.5                    | Carlin Motorsport          | 4       | 0          | 0  | 0  | 0      | 19     | 18      |
| 2006  | Champ Car Atlantic Powered by Mazda    | Gelles Racing              | 5       | 0          | 0  | 0  | 0      | 45     | 20      |